# Cratere Robert
Robert è un piccolo cratere lunare di 0,56 km situato nella parte nord-orientale della faccia visibile della Luna.